# François Verdier (peintre)
Pour les articles homonymes, voir François Verdier et Verdier.
François-Alexandre Verdier né à Paris vers 1651 et mort dans la même ville le 20 juin 1730 est un peintre, dessinateur et graveur français
Il fut élève et assistant de Charles Le Brun.

## Biographie

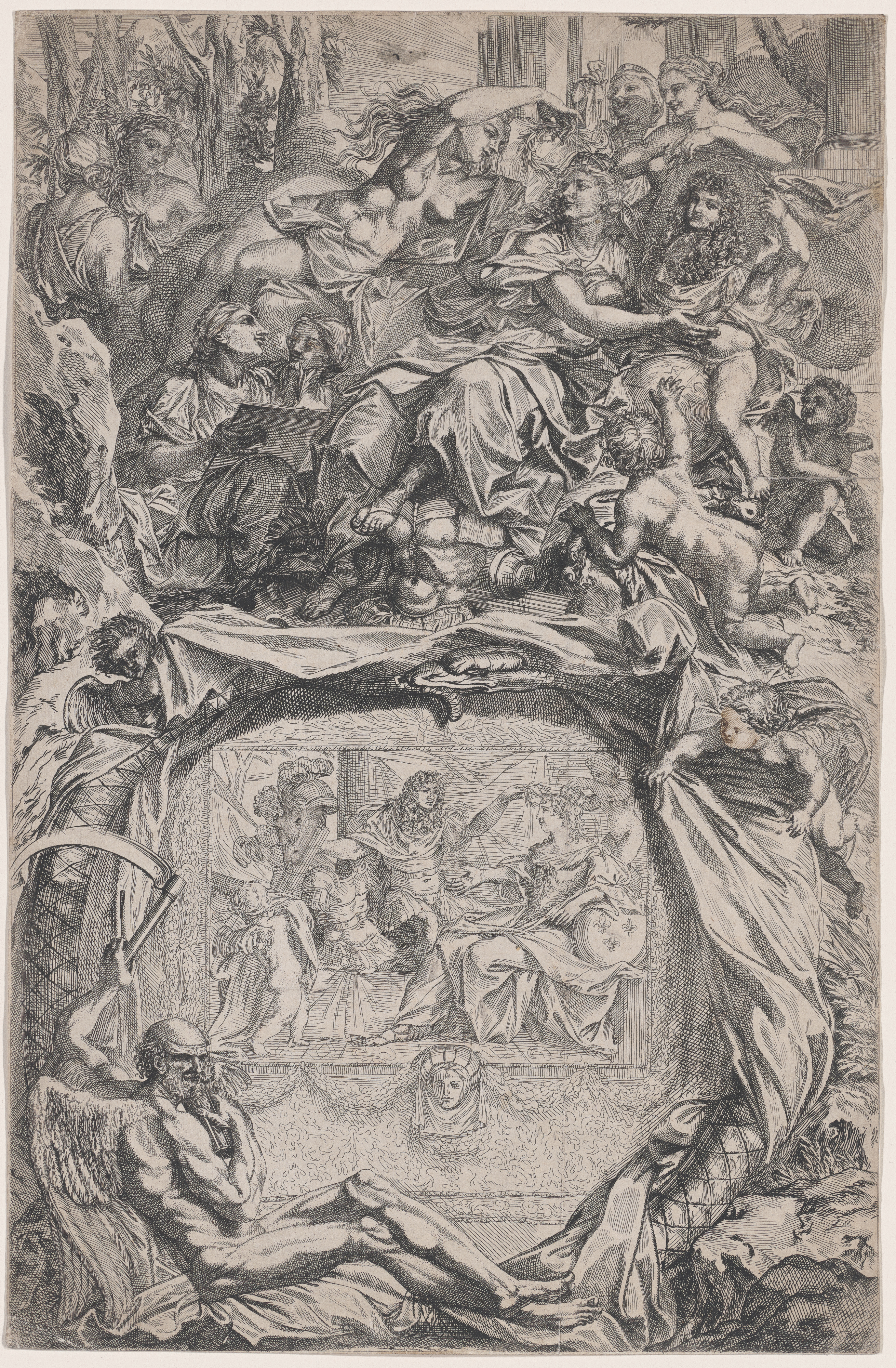
La France couronnée de lauriers par Louis XIV (années 1690), gravure, Washington, National Gallery of Art.

Parmi les trois principaux élèves de Charles Le Brun, François Verdier est considéré par les critiques de son temps comme le meilleur, après Charles de La Fosse. 
Verdier séjourne à Rome à la villa Médicis de 1668 à 1671. Par deux fois, en 1668 et en 1671, il est lauréat d'un premier prix de Rome (dessin) pour deux œuvres intitulées Première conquête de la Franche-Comté en 1668 et pour Le Roi donnant la paix à l'Europe en 1671. 
On le retrouve auprès de  Claude Audran II, François Bonnemer et Gabriel Revel avec lesquels il participe aux décors du navire de Louis XIV, le Soleil-Royal. 
Grâce à Le Brun, il est reçu à l'Académie royale de peinture et de sculpture en 1678. Nommé professeur en 1684, il expose au Salon à partir de 1704.
En février 1685, il épouse la nièce de Le Brun, Antoinette Butay et reçoit en dot une maison rue du Bac. 
À partir de 1688, le roi lui passe commande de peintures de chevalet pour décorer le Grand Trianon.
Le graveur Nicolas-Henri Tardieu reproduisit quelques-uns de ses dessins.
Nombre de ses dessins et peintures sont conservés à Paris au musée du Louvre. Son trait est celui d'un dessinateur graveur qui remplit les ombres et laisse les blancs propres : une puissance en émane venue de Le Brun mais dans l'esprit d'un graveur que n'était pas son maître. Ses peintures, encore mal connues, sont souvent étonnante par leurs couleurs. Verdier est sans doute un grand artiste à la recherche de la perfection dans le trait, tant dans ses dessins que dans ses gravures et ses peintures[réf. nécessaire].

## Récompenses
- Prix de Rome : 1er prix de dessin en 1668.
- Prix de Rome : 1er prix de dessin en 1671.

## Œuvres dans les collections publiques
- Orléans, musée des Beaux-Arts: 
  - La Fuite en Égypte, 1691-1699, huile sur toile, 62 x 51 cm[5]
  - Jacob et la robe ensanglantée de Joseph, huile sur bois, 23 x 29 cm, musée des Beaux-Arts d’Orléans (disparu durant la Seconde Guerre mondiale)[6].
  - Saint Paul convertissant Longin, Aceste et Mégiste ?, vers 1700, pierre noire, sanguine et rehauts de blanc sur papier vergé, 14,2 x 21 cm[7].                                                                                                                                         
  - Enlèvement de Proserpine, pierre noire et lavis d’encre grise sur papier bleu, 27,4 x 40,1 cm[8].

- Paris, musée du Louvre :
  - Le Triomphe de la religion, huile sur toile, 53 × 43 cm ;
  - La Chute des anges rebelles, huile sur toile, 163 × 134 cm.
- Paris, église de Saint-Germain-des-Prés :
  - La Résurrection de Lazare, May de Notre-Dame 1677.
- Quimper, musée des Beaux-Arts : fonds de dessins.
- Boston, Museum of Fine Arts : Le Portement de croix, 1704, huile sur toile

## Estampes
- Histoire des actions extraord[inai]res de Samson en quarante feuilles tirées de l’Écriture Sainte au chapitre treizième des Juges. Inventé par François Verdier peintre ordinaire du Roy, à Paris chez Benoist Audran et chez Charles Simonneau, suite de gravures, 1698.

Œuvres de François Verdier
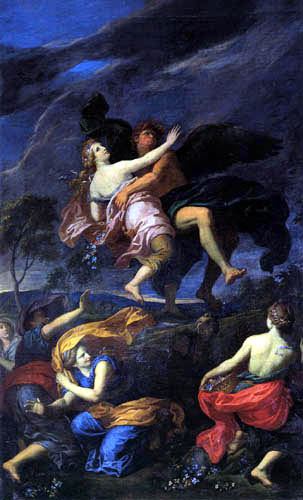
Borée enlevant Orithye (1688), Versailles, Grand Trianon.
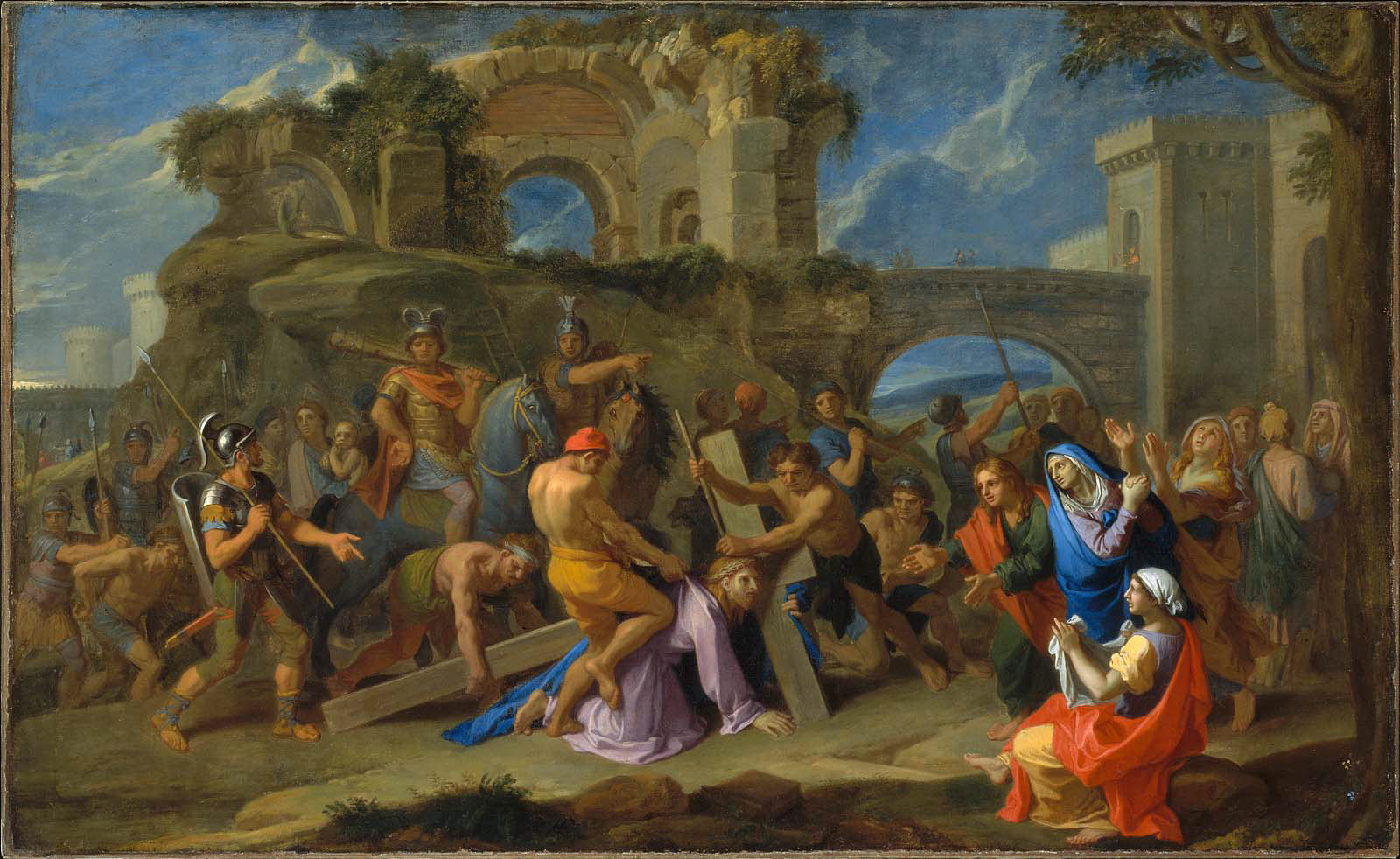
Le Christ portant la croix (vers 1704), musée des Beaux-Arts de Boston.
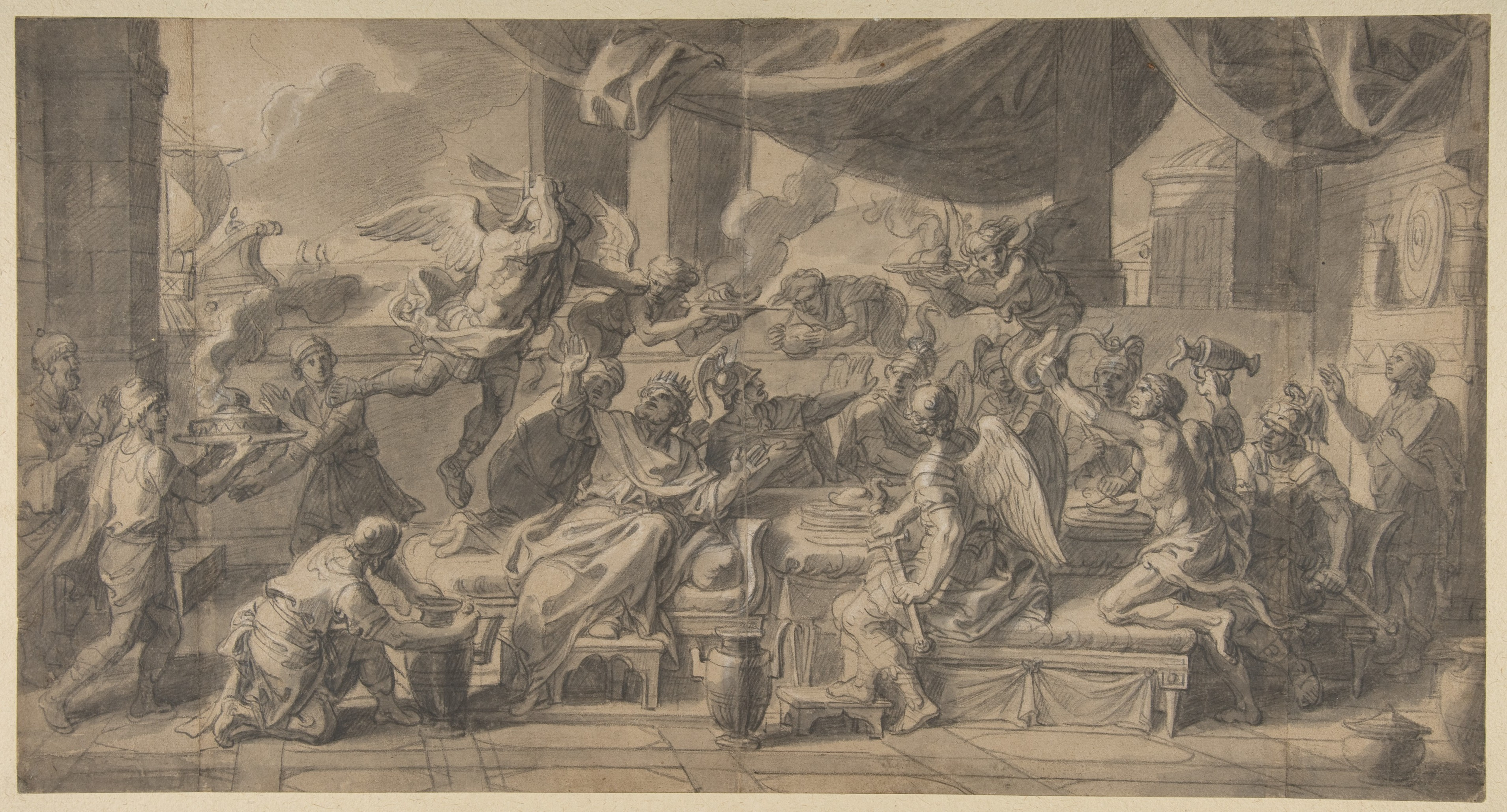
Les Harpies chassées de la table du roi Phineus par Zétès et Calaïs), dessin, New York, Metropolitan Museum of Art.